# Pembroke Pines
Pembroke Pines és una població dels Estats Units a l'estat de Florida. Segons el cens del 2007 tenia 146.828 habitants.

## Demografia
Segons el cens del 2000, Pembroke Pines tenia 137.427 habitants, 51.989 habitatges, i 36.860 famílies. La densitat de població era de 1.605,5 habitants/km².
Dels 51.989 habitatges en un 36,2% hi vivien nens de menys de 18 anys, en un 56,4% hi vivien parelles casades, en un 11,1% dones solteres, i en un 29,1% no eren unitats familiars. En el 24,1% dels habitatges hi vivien persones soles el 12,5% de les quals corresponia a persones de 65 anys o més que vivien soles. El nombre mitjà de persones vivint en cada habitatge era de 2,62 i el nombre mitjà de persones que vivien en cada família era de 3,13.
Per edats la població es repartia de la següent manera: un 25,6% tenia menys de 18 anys, un 6,4% entre 18 i 24, un 33,5% entre 25 i 44, un 19,3% de 45 a 60 i un 15,2% 65 anys o més.
L'edat mediana era de 36 anys. Per cada 100 dones de 18 o més anys hi havia 81,8 homes.
La renda mediana per habitatge era de 52.629 $ i la renda mediana per família de 61.480 $. Els homes tenien una renda mediana de 45.129 $ mentre que les dones 32.531 $. La renda per capita de la població era de 23.843 $. Entorn del 3,9% de les famílies i el 5,4% de la població estaven per davall del llindar de pobresa.

## Poblacions més properes
El següent diagrama mostra les poblacions més properes.